# تارا تیبا
تارا تیبا، خوانندهٔ موسیقی سنتی ایرانی، زاده ۱۳۵۳ در تهران، ایران است. او که در ایران در رشتهٔ معماری تحصیل کرده‌است، در سال ۲۰۱۲ به استرالیا مهاجرت کرد. او ابتدا در گروه درآمد عضو بود ولی پس از آن گروه شخصی خود به نام تارا تیبا را ایجاد کرد.

## کودکی
تارا تیبا حدود هفت سالگی، شروع به یادگیری موسیقی کرده و شش سال را به فراگیری نواختن پیانوی کلاسیک گذراند و از طریق نواختن ویلون با موسیقی کلاسیک آشنا شد. ۱۲ ساله بود که برای اولین بار صاحب یک پیانو شد و شروع به نواختن آن کرد. او ۶ سال با پیانو به موسیقی کلاسیک پرداخت. ۱۶ ساله بود که به یکباره به موسیقی سنتی ایرانی علاقه‌مند شد.

## آوازخوانی و موسیقی سنتی
همایون خرم که استاد موسیقی مادر و خواهر وی بوده‌است، او را به هنگامه اخوان برای یادگیری موسیقی سنتی و آوازخوانی معرفی می‌کند. او ۷ سال در کنار هنگامه اخوان به یادگیری ردیف آوازی دستگاهی مشغول بود.

## ترانه‌ها
اولین آلبوم خود را با کمک هوشیار خیام در سال ۱۳۸۹ اجرا کرد. اما به دلیل قوانین ایران که اجازهٔ تک‌خوانی به زنان نمی‌دهند، اجازهٔ انتشار به این آلبوم داده‌نشد. او که می‌خواست به کار خود در زمینهٔ موسیقی ادامه دهد در سال ۲۰۱۲ ایران را به مقصد استرالیا ترک کرد. در استرالیا او روی آلبوم رؤیای ایرانی کار می‌کند که قرار بوده تا آخر سال ۲۰۱۳ وارد بازار شود. معروفترین ترانهٔ او اما ترانهٔ پاییز است که بر اساس آهنگی فرانسوی به نام برگ‌های پاییزی ساخته شده‌است.
او برای آلبوم «امید» نامزد دریافت جایزه موسیقی «آریا» جایزه بهترین آلبوم سال استرالیا در بخش «موسیقی ملل» شد.

## نقد
محمد رضا درویشی در مورد او می‌گوید:
«تارا تیبا یک خواننده جوان و منحصر به فرد ایرانی‌ست. او بر طیف وسیعی از موسیقی تسلط دارد: از موسیقی سنتی تا موسیقی کلاسیک و جاز.»
همایون خرم نیز صدای او را صدای قابل احترام خوانده‌است.